# Liste der Naturdenkmale in Ohorn
Die Liste der Naturdenkmale in Ohorn nennt die Naturdenkmale in Ohorn im sächsischen Landkreis Bautzen.

## Definition
„Naturdenkmäler sind rechtsverbindlich festgesetzte Einzelschöpfungen der Natur oder entsprechende Flächen bis zu fünf Hektar, deren besonderer Schutz erforderlich ist
1. aus wissenschaftlichen, naturgeschichtlichen oder landeskundlichen Gründen oder
2. wegen ihrer Seltenheit, Eigenart oder Schönheit.“

## Liste
Link zu einem Kartenansichtstool, um Koordinaten zu setzen.
| Bild | Bezeichnung                                                          | Lage                                    | Beschreibung | Datum | Nummer  |
| ---- | -------------------------------------------------------------------- | --------------------------------------- | ------------ | ----- | ------- |
| BW   | Haselbachquelle (Quelle des Haselbaches mit Teichen und Baumbestand) | Ohorn (51° 10′ 45,8″ N, 14° 3′ 46,8″ O) |              |       | 20/02   |
| BW   | Quelle am Tellerweg ("Am Börnchen")                                  | Ohorn (51° 10′ 55,9″ N, 14° 3′ 39,2″ O) |              |       | 20/03   |
| BW   | Blockmeer am Steinberg Ohorn                                         | Ohorn (51° 11′ 34,8″ N, 14° 6′ 7,6″ O)  |              |       | 20/04   |
| BW   | Großer Grauwackenaufschluss am Osthang Hirschberg                    | Ohorn (51° 11′ 6″ N, 14° 3′ 54,4″ O)    |              |       | 20/06   |
| BW   | Kleiner Grauwackenaufschluss am Gipfel Hirschberg                    | Ohorn (51° 11′ 9,2″ N, 14° 3′ 49,3″ O)  |              |       | 20/07   |
| BW   | Der natürliche Lauf der Pulsnitz                                     | Ohorn (51° 10′ 5,2″ N, 14° 1′ 51,2″ O)  |              |       | 20/08   |
| BW   | Quelle am Südosthang des Tanneberges                                 | Ohorn (51° 10′ 32,2″ N, 14° 3′ 58,7″ O) |              |       | 20/09   |
| BW   | Schweinegrund                                                        | Ohorn (51° 11′ 24,4″ N, 14° 5′ 33″ O)   |              |       | KM140   |
| BW   | Ohorner Steinberg/Blockmeerwald                                      | Ohorn (51° 11′ 41,3″ N, 14° 5′ 59,3″ O) |              |       | KM142   |
| BW   | Lindenallee am Pflegeheim                                            | Ohorn (51° 10′ 41,4″ N, 14° 2′ 22,2″ O) |              |       | A/B-002 |
| BW   | Lindengruppe auf der Hofewiese                                       | Ohorn (51° 10′ 33,3″ N, 14° 2′ 27,6″ O) |              |       | B-021   |
| BW   | Esche am Tanneberg                                                   | Ohorn (51° 10′ 42,3″ N, 14° 3′ 45″ O)   |              |       | B-045   |